# Necmi Onarıcı
Necmi Onarıcı (né en Turquie le 2 novembre 1925), est un footballeur international turc, qui évoluait au poste d'attaquant.

## Biographie
Il évolue dans le club de la capitale stambouliote du Adalet SK Istanbul lorsqu'il participe en équipe nationale à la coupe du monde 1954 en Suisse avec l'équipe de Turquie, sélectionné parmi les 22 joueurs turcs par l'Italien Sandro Puppo.